# Suru (Estland)
Suru (Duits: Surro) is een gehucht in de Estlandse gemeente Kuusalu, provincie Harjumaa. De plaats heeft de status van dorp (Estisch: küla).
Suru ligt aan de rivier Valgejõgi.

## Bevolking
Het dorp had 3 inwoners op 31 december 2011 en 9 inwoners op 31 december 2021.

## Geschiedenis
De plaats werd voor het eerst genoemd in 1541 onder de Duitse naam Surro. Aanvankelijk viel Suru onder het landgoed van Kihlevere (nu in de gemeente Kadrina); vanaf 1798 had Suru een eigen landgoed. Het landgoed wisselde vele malen van eigenaar. Tussen 1879 en de onteigening van het landgoed door het onafhankelijk geworden Estland in 1919 was het in handen van de familie von Stackelberg.
In de vroege jaren vijftig werd het dorp ontruimd en samengevoegd met het buurdorp Tõreska. Vermoedelijk zijn toen ook alle gebouwen van het landgoed afgebroken. Beide dorpen lagen tot in 1992 in een groot militair oefenterrein van het Rode Leger. Daarna werd Suru een onderdeel van een kleiner oefenterrein voor het Estische leger, de Kaitseväe keskpolügoon, die ook delen van de dorpen Tõreska, Kolgu en Pala omvat.
In 1997 werden Suru en Tõreska weer afzonderlijke dorpen.